# اسکات استیونز (بازیکن هاکی روی یخ)
اسکات استیونز (انگلیسی: Scott Stevens؛ زادهٔ ۱ آوریل ۱۹۶۴) بازیکن هاکی روی یخ اهل کانادا است.
وی همچنین برندهٔ جوایزی همچون تالار افتخارات هاکی و جام استنلی شده‌است.